# 유럽재정안정기금

유럽재정안정기금(European Financial Stability Facility, EFSF)은 유로존 회원국들에 의해 기금을 받아 유럽 국가 부채 위기를 해결하기 위해 설립된 특수 목적 사업체이다. 2010년 5월 9일 유럽 연합 이사회에 의해 승인되었으며 경제적 어려움이 있는 유로존 국가들에게 금융 지원을 제공함으로써 유럽의 재정적인 안정을 보존하는 것이 목적이다.
이 기관의 본사는 룩셈부르크에 있으며 유럽 안정화 기구(ESM)도 여기에 있다.
EFSF는 최대 4400억 유로를 빌릴 권한이 있으며 그 중에 아일랜드, 포르투갈 긴급구제에 사용된 이후 이용 가능한 잔여 금액은 가운데 2500억 유로가 남아있다.

## 기능

### 나라에 따르면 보증 부담액
| 나라                            | 초기 기여               | 초기 기여 | 초기 기여 | 확대된 기여 (확대 부분 참고) | 확대된 기여 (확대 부분 참고) |
| 나라                            | 보증 부담액 (EUR) 100만 | 백분율    | € / 1인당 | 보증 부담액 (EUR) 100만      | 백분율                       |
| ------------------------------- | ----------------------- | --------- | --------- | ---------------------------- | ---------------------------- |
| 오스트리아                      | €12,241.43              | 2.78%     | €1,464.86 | €21,639.19                   | 2.7750%                      |
| 벨기에                          | €15,292.18              | 3.48%     | €1,423.71 | €27,031.99                   | 3.4666%                      |
| 키프로스                        | €863.09                 | 0.20%     | €1,076.68 | €1,525.68                    | 0.1957%                      |
| 에스토니아                      |                         |           |           | €1,994.86                    | 0.2558%                      |
| 핀란드                          | €7,905.20               | 1.80%     | €1,484.51 | €13,974.03                   | 1.7920%                      |
| 프랑스                          | €89,657.45              | 20.38%    | €1,398.60 | €158,487.53                  | 20.3246%                     |
| 독일                            | €119,390.07             | 27.13%    | €1,454.87 | €211,045.90                  | 27.0647%                     |
| 그리스                          | €12,387.70              | 2.82%     | €1,099.90 | €21,897.74                   | 2.8082%                      |
| 아일랜드                        | €7,002.40               | 1.59%     | €1,549.97 | €12,378.15                   | 1.5874%                      |
| 이탈리아                        | €78,784.72              | 17.91%    | €1,311.10 | €139,267.81                  | 17.8598%                     |
| 룩셈부르크                      | €1,101.39               | 0.25%     | €2,239.95 | €1,946.94                    | 0.2497%                      |
| 몰타                            | €398.44                 | 0.09%     | €965.65   | €704.33                      | 0.0903%                      |
| 네덜란드                        | €25,143.58              | 5.71%     | €1,525.60 | €44,446.32                   | 5.6998%                      |
| 포르투갈                        | €11,035.38              | 2.51%     | €1,037.96 | €19,507.26                   | 2.5016%                      |
| 슬로바키아                      | €4,371.54               | 0.99%     | €807.89   | €7,727.57                    | 0.9910%                      |
| 슬로베니아                      | €2,072.92               | 0.47%     | €1,009.51 | €3,664.30                    | 0.4699%                      |
| 스페인                          | €52,352.51              | 11.90%    | €1,141.75 | €92,543.56                   | 11.8679%                     |
| 유로존 (16) 에스토니아 제외 (°) | €440,000.00             | 100%      | €1,339.02 |                              |                              |
| 유로존 (17) 에스토니아 포함     |                         |           |           | €779,783.14                  | 100%                         |

## 운영
2012년 1월 기준으로 EFSF는 장기 채무로 190억 유로를, 단기 채무로 35억 유로를 발행했다.
- 2011년 1월 25일	5.0 bn euro 5-yr bond
- 2011년 6월 15일	5.0 bn euro 10-yr bond
- 2011년 6월 22일	3.0 bn euro 5-yr bond
- 2011년 11월 7일	3.0 bn euro 10-yr bond
- 2011년 12월 13일	1.9719 bn euro 3-month bill
- 2012년 1월 5일	3.0 bn euro 3-yr bond
- 2012년 1월 17일	1.501 bn euro 6-month bill

## 같이 보기
- 그리스 국가 부채 위기
- 2007년-2008년 세계 금융 위기

## 주해
1. ↑  The Council of the European Union then represented 27 member states, since this was before the accession of Croatia.